# Tarraxinha
"Tarraxinha" é uma canção da cantora brasileira Claudia Leitte em parceria com o cantor Luiz Caldas, contida no seu terceiro álbum ao vivo Axemusic. O lançamento da faixa nas rádios ocorreu no dia 23 de outubro de 2013 nas rádios brasileiras. Cerca de um mês após o lançamento da rádio, Claudia Leitte lançou o single Claudinha Bagunceira nas rádios. De acordo com a produção, Tarraxinha seria trabalhada mais na área nordestina do Brasil.

## Composição
A canção é dos mesmos compositores de Largadinho: Duller, Fabinho Alcântara e Samir. Durante a parte final da canção é introduzida um trecho de "Mademoiselle (O La Ou Té Yé)", canção de Luiz Caldas que está presente no álbum homônimo de 1989. "Mademoiselle (O La Ou Té Yé)" é composição de J. P. Feury, com adaptação para o português brasileiro por Luiz Caldas. A introdução a canção serve como uma lembrança de Claudia a sua infância: "Eu tinha 4 anos quando ele (Luiz Caldas) lançou Fricote. Eu morava na Saúde, no Centro Histórico de Salvador, perto da casa de Batatinha,  mas a primeira música dele que eu me lembro, que eu ficava dançando, foi Mademoiselle", disse Claudia Leitte durante a coletiva de imprensa da gravação do projeto AXEMUSIC - Ao Vivo.

## Lançamento e divulgação
Claudia Leitte apresentou a música pela primeira vez no dia 11 de junho de 2013 durante um pocket show da SKY Live junto com outras músicas inéditas que fariam parte de seu novo projeto Axemusic - Ao Vivo. Durante a coletiva de imprensa de divulgação da gravação do DVD, Claudia anunciou que o cantor Luiz Caldas fará participação na canção durante a gravação. Um dia antes da gravação do DVD, Claudia Leitte liberou em seu canal no Youtube um vídeo de seu ballet ensinando a coreografia da música enquanto toca uma versão em estúdio da música.
Durante uma participação no programa Encontro com Fátima Bernardes no dia 21 de agosto de 2013, Claudia Leitte apresentou a música pela primeira vez na televisão.
No dia 28 de agosto de 2013, a faixa foi divulgada na versão ao vivo pela primeira vez no programa Axé Band da Rádio Bandeirantes junto com a canção Dekolê.
No dia 23 de outubro de 2013, a canção foi enviada para as rádios brasileiras, sendo formalizada como o novo single de Claudia Leitte com participação de Luiz Caldas Para promover o single, Claudia visitou rádios da capital paulista São Paulo e as rádios Fã FM e Transamérica de Belo Horizonte, Minas Gerais.
A canção está presente na coletânea Arena Pop 2014 lançada pela Som Livre em 7 de abril de 2014.

## Videoclipe
O videoclipe da canção foi gravado no dia 3 de agosto de 2013, na Arena Pernambuco, no Recife em Pernambuco, sob a direção de Ralph Strelow. O videoclipe foi extraído do álbum ao vivo AXEMUSIC - Ao Vivo de Claudia Leitte. Foi lançado no dia 26 de fevereiro de 2014 no canal oficial da cantora no Youtube.

### Sinopse

Capturas de ecrã do videoclipe.

O videoclipe começa com uma imagem do palco do show distante, em seguida é ligado a projeção de LED com desenhos de animal print que vai mudando de acordo com o ritmo da instrumental inicial da canção. Claudia Leitte surge no palco através de um elevador que vai subindo até certa área. Claudia Leitte usa um cropped com uma saia com as cores predominantes marrom e laranja, com estampa de flores e plantas, em homenagem a flora brasileira. Do lado esquerdo e direito do palco entra vários bailarinos batendo palmas e vestindo regata com estampa de onça, boné e bermuda preta. Claudia e os bailarinos fazem a coreografia da canção. Depois Claudia sai do elevador, ficando na mesma área que os bailarinos. Ao ver a reação do público fazendo a coreografia da canção, Claudia Leitte grita "Coisa linda Pernambuco!".
Já na metade do videoclipe, Claudia Leitte anuncia a participação de Luiz Caldas: "Senhoras e senhores! Povo pernambucano! Brasil! Recebam Luiz Caldas, o pai do axé!". Luiz entra por uma abertura dos LEDs posicionada em relação central ao palco. Luiz Caldas canta e faz a coreografia da canção, enquanto Claudia Leitte fica dançando a sua volta. No final do videoclipe, Claudia e Luiz encerram a canção com um de costas para o outro. Logo depois eles se abraçam e Luiz agradece a sua participação. O videoclipe encerra com Claudia Leitte agradecendo ao público.

## Desempenho nas paradas
A faixa atingiu a segunda colocação na Billboard Brasil na parada Regional Salvador Hot Songs, ficando atrás apenas de "Deusas do Amor". No período de 1 de janeiro de 2014 a 6 de março de 2014, a canção acumulou mais de 2100 execuções nas rádios do país. Salvador foi o local em que a canção foi mais executada nesse período, seguido de São Paulo, Belo Horizonte, Rio de Janeiro, Recife e Vitória.
| Parada (2014)                                   | Melhor posição |
| ----------------------------------------------- | -------------- |
| BR Billboard Brasil Regional Salvador Hot Songs | 2              |

## Histórico de lançamento
| País   | Data                    | Formato    | Gravadora |
| ------ | ----------------------- | ---------- | --------- |
| Brasil | 23 de outubro de 2013   | Airplay    | Som Livre |
| Brasil | 26 de fevereiro de 2014 | videoclipe | Som Livre |